# Stadtfeld Ost
Stadtfeld Ost, Magdeburg-Stadtfeld Ost – dzielnica miasta Magdeburg w Niemczech, w kraju związkowym Saksonia-Anhalt.